# Windwardpassagen

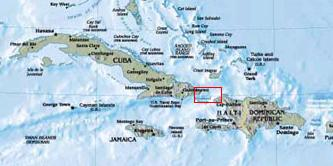
Windwardpassagen markerat i rött.

Windwardpassagen är ett sund i Karibiska havet mellan öarna Kuba och Hispaniola. Sundet ligger mer specifikt mellan den östligaste regionen på Kuba och nordväst om Haiti. Sundet är 80 km brett och har ett maxdjup på 1 700 meter. Navassaön ligger vid dess södra inlopp.
Sundet förbinder Atlanten med Karibiska havet och är den direkta vägen för sjöfart mellan Panamakanalen och USA:s östra kust. Antingen från den östra spetsen av provinsen Provincia de Guantánamo på Kuba eller den västra spetsen av departementet Nord-Ouest på Haiti, är det möjligt att se ljuset på andra sidan av Windwardpassagen.